# Џо Мартинели
Џозеф Мартинели (Сједињене Америчке Државе, 22. август 1916 — 20. јул 1991) био је амерички фудбалер на позицији нападача. Мартинели је провео тринаест сезона у Америчкој фудбалској лиги и забележио је три наступа за репрезентацију САД 1937. године.

## Америчка фудбалска лига
Године 1934, Мартинели је започео своју професионалну каријеру када је потписао уговор са Потакет Рејнџерсима у Америчкој фудбалској лиги. Године 1934. и 1935. Рејнџерси су завршили као другопласирани на Националном купу изазова. Након што је играо у финалу Челенџ купа 1935. године, Мартинели је прешао у Њујорк Американсе где је освојио титулу првака лиге у сезони 1935–1936. Године 1937, Мартинели је коначно освојио титулу Челенџ купа када су Американси победили Сент Луис Шамроксе. Пензионисао се 1947. године.

## Репрезентација
Иако је Мартинели изабран за репрезентацију САД на Светском првенству у фудбалу 1934. године, није учествовао у јединој утакмици против САД, коју су изгубили од Италије резултатом 7 : 1 у првом колу. Међутим, Мартинели је одиграо три утакмице за репрезентацију САД 1937. године. Сва три меча су били порази од Мексика у септембру.